# چاک (فیلم)
چاک (انگلیسی: Chuck) فیلمی در ژانر درام به کارگردانی فیلیپه فالاردیو است که در سال ۲۰۱۶ منتشر شد. از بازیگران آن می‌توان به لیو شرایبر اشاره کرد.